# Компенсатор висоти
Компенсатор висоти (рос. компенсатор высоты, англ. height compensator) – на шахтах - транспортний пристрій, який компенсує висоту при переміщенні вагонеток в надшахтній будові клітьового підйому. Робочим елементом компенсатора є котковий пластинчастий ланцюг з кулаками-штовхачами, яка пересувається по напрямним. Привод розташований на верхній площадці, натяжний пристрій – на нижній. По всій довжині компенсатора встановлені вловлюючі кулаки, які вагонетками відхиляються при їх русі на підйомі, а після проходу вагонетки повертаються в первинне положення. 